# Mate Pastor
Mate do Pastor é um tipo de xeque-mate básico efetuado pelas brancas durante a abertura, que segue a ideia de atacar o peão que se encontra na casa f7  e que é defendido apenas pelo rei. Estes são os lances principais do mate do pastor:
1. e4 e5

2. Dh5!? Cc6

3. Bc4 Cf6??

4. Dxf7#
Variações na sequência de lances deste mate que também utilizam bispo e Dama contra o ponto f7 na abertura, são também considerados como Mate Pastor. Porém há muitas variações possíveis. Uma delas usa o Bispo da Dama para auxiliar no xeque:
1. e4 e5

2. d4 Cc6

3. Bc4 exd4

4. Dh5 Df6

5. Bg5 Bb4+

6. Cc3 Bxc3

7. bxc3 De5

8. Dxf7#
Segundo uma história popular, um rei teria encontrado um pastor em uma montanha jogando xadrez, e o desafiou dizendo que se o pastor perdesse seria decapitado, mas se ganhasse lhe seria concedida a montanha inteira. O pastor venceu o rei em quatro movimentos e, assim, deu-se o nome da jogada.

## Importância na prática
O Mate do Pastor é uma abertura de armadilha que é frequentemente usada na literatura de xadrez como um exemplo de um ataque rápido de esteira. É o xeque-mate mais curto possível depois do Mate do Louco, bem como a sequência de movimentos mais curta pela qual você pode perder se fizer movimentos de abertura "clássicos" sem se atentar às ameaças do oponente. Se, por outro lado, o oponente se defender da ameaça, o jogador que tenta o Mate do Pastor não tem vantagens de seu movimento inicial de dama, mas desvantagens de desenvolvimento, já que as pretas agora podem tomar a iniciativa. A saída prematura da dama acaba por ser uma perda de tempo. Após 1. e4 e5, o movimento 2. Dh5 (ataque de Parham) é, portanto, raramente jogado em partidas de jogadores de médio a alto nível.